# Lee Ha-nee
Lee Ha-nee (en hangul, 이하늬; Seúl, 2 de marzo de 1983) conocida artísticamente como Honey Lee, es una actriz, intérprete de música clásica y exreina de belleza surcoreana. Representó a su país en Miss Universo 2007 alcanzando el cuarto puesto.

## Biografía
Lee Ha-nee tiene 2 hermanas y un hermano, es la hija del medio. Su madre es doctora en Historia de la Música Coreana y profesora en la Universidad de Mujeres Ewha. Su padre era oficial superior en el Servicio de Inteligencia Nacional. Ella, su hermana mayor y su madre saben tocar profesionalmente el Kayagum.
Tiene un tercer grado de cinturón negro en Taekwondo. Fue nombrada prodigio del Kayagum por la Kumho Art Center.
Obtuvo su licenciatura de la prestigiosa Seoul National University, con honores, después de estudiar la música tradicional coreana. Recibió su licenciatura en maestría de la misma universidad.
En febrero de 2013 comenzó a salir con el actor surcoreano Yoon Kye-sang, sin embargo en junio de 2020 la pareja anunció que la relación había terminado después de siete años.
En noviembre de 2021 su agencia confirmó que desde principios del mismo año estaba saliendo con una persona fuera del mundo del entretenimiento. El 21 de  diciembre del mismo año su agencia anunció que se habían casado. El 16 de enero de 2022 su agencia anunció que estaban esperando a su primer bebé, que nació en el mes de junio.

## Carrera
Es miembro de la agencia "Saram Entertainment".

### Televisión, cine y teatro
Lee Ha-nee empezó a aparecer en programas de televisión como en Live TV Entertainment en 2007.
Copatrocinó a Real Time TV Entertainment, programa de televisión de SBS y enfocado en el mundo del espectáculo.
Fue modelo para Tommy Hilfiger Korea, DAKS y Vogue y el rostro de dos de las marcas más famosas en el mundo. Con un contrato de gran parte lucrativa, la cabellera de Lee ahora es sinónimo de productos L’Oréal y también trabaja con Neutrogena Deep Clean.
En abril de 2009 junto al actor Lee Min Ho fueron elegidos para ser los modelos de la gaseosa de Pepsi, "Pepsi Nex", la cual no tiene calorías.
El 3 de agosto de 2008, realizó su debut musical en el musical Polaroid. También participó en el dorama Partner, que se emitió en KBS 2TV.
Se unió al elenco principal en "Legally Blonde: El Musical" (la producción Coreana), donde interpretó a Elle Wood.
En enero de 2010, actuó en el dorama Pasta de la MBC TV como la famosa chef Oh Sae-Young.
El 17 de septiembre de 2021 se unió al elenco principal de la serie One the Woman donde dio vida a Jo Yeon-joo, una fiscal, quien mientras persigue a un sospechoso que se parece mucho a ella, se ve envuelta en un misterioso accidente automovilístico. Su vida cambia cuando despierta de un coma con su vida intercambiada por la de Kang Mi-na, la hija menor de un chaebol en el top 20 del mundo financiero, hasta el final de la serie el 6 de noviembre del mismo año.
En 2023 protagonizó la película Phantom con el personaje de Park Cha-kyung, una empleada de comunicaciones que registra mensajes codificados para el gobierno colonial japonés de Corea.

### Música
Lee ha realizado 4 discos y ha tocado en más de 25 países alrededor del mundo. Uno de estos conciertos fue realizado en el Carnegie Hall de Nueva York.

### Concursos de Belleza

#### Miss Corea 2006
Lee participó en el 50.º concurso de Miss Corea como la señorita Seúl, el cual ganó.

#### Miss Universo 2007
Antes de la final del concurso, Lee era una de las primeras favoritas entre las 77 participantes, impresionando a los jueces con su gran belleza e inteligencia, más diversos talentos. Para la sección en la que todas las concursantes entran vestidas con trajes nacionales, Lee usó el hanbok femenino, que recuerda al estilo de los últimos 2006 KBS drama de Hwang Jin-i. Ella también llevaba una janggu con ella cuando llevaba puesto el traje. Su pregunta en la sección de preguntas y respuestas fue realizada por James Kyson Lee, que también es coreano. Favorecida por numerosos sitios de concurso como finalista y el potencial para convertirse en Miss Universo Corea. Lee perdió el título cuando su intérprete hizo un mal trabajo de traducir la pregunta final. Muchos creen que el significado de la respuesta de Honey fue en realidad de un cambio gramatical humanitario a un buscador de oro como se indica con una billetera gorda sin fin. Ella terminó en el top 5 como tercera finalista. Siendo la favorita de innumerables personas durante su competencia en el concurso de Miss Universo en 2007, Honey Lee se convirtió en la décima de Miss Grand Slam del año a partir de la página web llamada Global Beauties. Ella fue citada como la ganadora de todas las rondas.
A través de una evaluación de 100 participantes de alto nivel que participaron en cinco concursos de belleza más importantes del mundo, Miss Mundo, Miss Universo, Miss Internacional, Miss Tierra y Miss Tourism Queen International, fue seleccionada por Global Beauties como el golpe de Miss Universo 2007 y obtuvo los siguientes premios: cara del universo, el mejor traje de noche, el mejor traje nacional y Mejor Entrevista.

## Apoyo a beneficencia
Ha participado en una serie de campañas de SK Telecom para la fibrosis quística.

## Filmografía

### Series de televisión
| Año  | Título                            | Hangul                 | Papel                    | Notas          | Ref.                        |
| ---- | --------------------------------- | ---------------------- | ------------------------ | -------------- | --------------------------- |
| 2009 | Partner                           | 파트너                 | Han Jung-won             | 16 episodios   |                             |
| 2010 | Pasta                             | 파스타                 | Oh Sae-young             |                |                             |
| 2011 | Indomitable Daughters-In-Law      | 불굴의 며느리          | Kim Yun-jung             | 113 episodios  |                             |
| 2012 | Immortal Classic                  | 불후의 명작            | Seo Yeong-joo            |                |                             |
| 2013 | Shark                             | 상어                   | Jang Yeong-hee           |                |                             |
| 2014 | Modern Farmer                     | 모던파머               | Kang Yoon-hee            | 20 episodios   |                             |
| 2015 | Shine or Go Crazy                 | 빛나거나 미치거나      | Hwang Bo Yeo-won         | 24 episodios   |                             |
| 2016 | Please Come Back, Mister          | 돌아와요 아저씨        | Song Yi-yeon             |                |                             |
| 2017 | Rebel: Thief Who Stole the People | 역적: 백성을 훔친 도적 | Jang Nok-soo             | 30 episodios   |                             |
| 2019 | Be Melodramatic                   | 멜로가 체질            | Actriz                   | ep. n.º 1 y 16 |                             |
| 2019 | The Fiery Priest                  | 열혈사제               | Park Kyung-sun           | 40 episodios   |                             |
| 2021 | One the Woman                     | 원 더 우먼             | Jo Yeon-joo / Kang Mi-na |                | [ 17 ] [ 18 ] [ 19 ] [ 20 ] |
| 2023 | Knight Flower                     | 밤에 피는 꽃           | Jo Yeo-hwa               | 12 episodios   | [ 21 ] [ 22 ]               |

### Películas
| Año  | Título                         | Hangul                  | Papel                        | Ref.                 |
| ---- | ------------------------------ | ----------------------- | ---------------------------- | -------------------- |
| 2011 | Los Pitufos                    | 개구쟁이 스머프         |                              |                      |
| 2011 | Hit                            | 히트                    | Seon-nyeo                    |                      |
| 2012 | Deranged                       | 연가시                  | Yeon-joo                     |                      |
| 2012 | I Am the King                  | 나는 왕이로소이다       | Soo-yeon                     |                      |
| 2013 | Behind the Camera              | 뒷담화: 감독이 미쳤어요 | Ella misma                   |                      |
| 2014 | Tazza: The Hidden Card         | 타짜: 신의 손           | Presidente Woo               |                      |
| 2015 | Sori: Voice From The Heart     | 로봇, 소리              | Ji-yeon                      |                      |
| 2016 | Lost in the Moonlight          |                         | Lady Maehwa (voz)            |                      |
| 2017 | Fabricated City                |                         | Secretaria de Min Cheon-sang |                      |
| 2017 | Heart Blackened                | 침묵                    | Yoo-na                       |                      |
| 2017 | The Bros                       | 부라더                  | Aurora                       |                      |
| 2019 | Extreme Job                    | 극한직업                | Detective Jang Yeon-soo      | [ 23 ]               |
| 2019 | Black Money                    | 블랙머니                | Kim Na-ri                    | [ 24 ]               |
| 2022 | Alienoid                       | 외계+인 1부             | Min Gae-in                   |                      |
| 2023 | Phantom                        | 유령                    | Park Cha-kyung               | [ 25 ]               |
| 2023 | Romance asesino                | 킬링 로맨스             | Hwang Yeo-rae                | [ 26 ] [ 27 ] [ 28 ] |
| 2024 | Alienoid: Return to the Future | 외계+인 2부             | Min Gae-in                   | [ 29 ] [ 30 ]        |

### Programas de variedades
| Año  | Programa            | Función  | Notas                               | Ref.   |
| ---- | ------------------- | -------- | ----------------------------------- | ------ |
| 2019 | Running Man         | Invitada | Ep. 435                             | [ 31 ] |
| 2019 | We Will Channel You | Invitada | Ep. "The Fiery Priest Special Show" | [ 32 ] |

### Teatro (Musicales)
- Polaroid (폴라로이드; 2008).
- Legally Blonde (금발이 너무해; 2009~2010).[33]
- Chicago (시카고; 2013).
- Guys and Dolls (아가씨와 건달들; 2013~2014).

### Revistas / sesiones fotográficas
| Año  | Título            | Notas                                                  | Ref.   |
| ---- | ----------------- | ------------------------------------------------------ | ------ |
| 2019 | High Cut Magazine | (vol. 238, publicación de marzo) - junto a Kim Nam-gil | [ 34 ] |

## Premios y nominaciones
| Año  | Premio                           | Categoría                                                          | Trabajo                           | Resultado | Ref.          |
| ---- | -------------------------------- | ------------------------------------------------------------------ | --------------------------------- | --------- | ------------- |
| 2006 | Miss Corea                       | Miss Korea - Jin                                                   | N/D                               | Ganadora  |               |
| 2007 | Miss Universo                    | Tercer lugar                                                       | N/D                               | Ganadora  |               |
| 2011 | MBC Drama Awards                 | Mejor nueva actriz                                                 | Indomitable Daughters-in-Law      | Ganadora  |               |
| 2014 | 51st Grand Bell Awards           | Mejor nueva actriz                                                 | Tazza: The Hidden Card            | Nominada  |               |
| 2014 | 51st Grand Bell Awards           | Hana Financial Group Premio Star                                   | Tazza: The Hidden Card            | Ganadora  |               |
| 2014 | 35th Blue Dragon Film Awards     | Mejor actriz secundaria                                            | Tazza: The Hidden Card            | Nominada  |               |
| 2014 | SBS Drama Awards                 | Premio a la excelencia, actriz en un drama especial                | Modern Farmer                     | Nominada  |               |
| 2015 | 51st Baeksang Arts Awards        | Mejor nueva actriz                                                 | Tazza: The Hidden Card            | Nominada  |               |
| 2015 | 4th APAN Star Awards             | Mejor actriz secundaria                                            | Brilla o enloquece                | Nominada  |               |
| 2017 | 36th MBC Drama Award             | Premio a la gran excelencia, actriz en serie de lunes-martes       | Rebel: Thief Who Stole the People | Ganadora  | [ 35 ] [ 36 ] |
| 2017 | 36th MBC Drama Award             | Premio actriz más popular                                          | Rebel: Thief Who Stole the People | Nominada  |               |
| 2017 | 1st The Seoul Award              | Mejor actriz de reparto                                            | Rebel: Thief Who Stole the People | Ganadora  | [ 37 ]        |
| 2017 | 10th Korea Drama Award           | Premio a la gran excelencia, actriz                                | Rebel: Thief Who Stole the People | Ganadora  | [ 38 ]        |
| 2019 | 40th Blue Dragon Film Award      | Mejor actriz de reparto                                            | Extreme Job                       | Nominada  | [ 39 ]        |
| 2019 | 40th Blue Dragon Film Award      | Premio Estrella popular                                            |                                   | Ganadora  | [ 40 ]        |
| 2019 | SBS Drama Award                  | Premio a la gran excelencia en serie de media duración (actriz)    | The Fiery Priest                  | Ganadora  | [ 41 ] [ 42 ] |
| 2020 | 56th Grand Bell Award            | Mejor actriz de reparto                                            | Extreme Job                       | Nominada  |               |
| 2021 | 40th Golden Cinema Film Festival | Mejor actriz                                                       | Black Money                       | Ganadora  | [ 43 ]        |
| 2021 | 2021 SBS Drama Award             | Grand Prize (Daesang)                                              | One the Woman                     | Nominada  |               |
| 2021 | 2021 SBS Drama Award             | Top Excellence Award, Actress in a Miniseries Romance/Comedy Drama | One the Woman                     | Ganadora  | [ 44 ]        |
| 2021 | 2021 SBS Drama Award             | Best Couple Award (junto a Lee Sang-yoon)                          | One the Woman                     | Nominados |               |